# 大久保忠教
大久保 忠教（おおくぼ ただたか）は、戦国時代から江戸時代前期の武将。江戸幕府旗本。通称は彦左衛門尉。はじめ、忠雄と名乗った。子に大久保忠名、大久保包教、大久保政雄らがいる。妻は馬場信成の養女。『三河物語』の著者としても知られる。

## 生涯

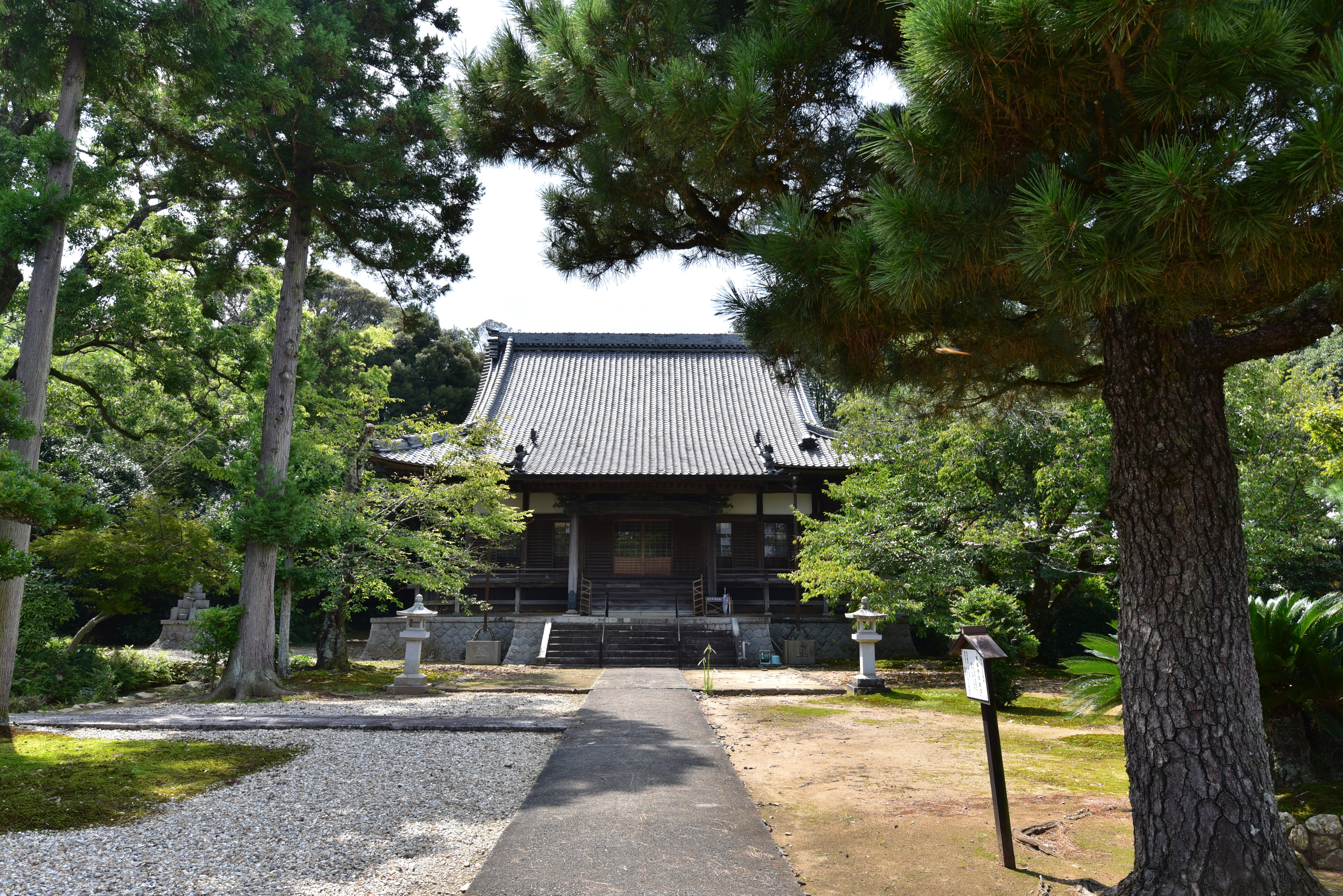
大久保忠教の菩提寺である長福寺（愛知県岡崎市）

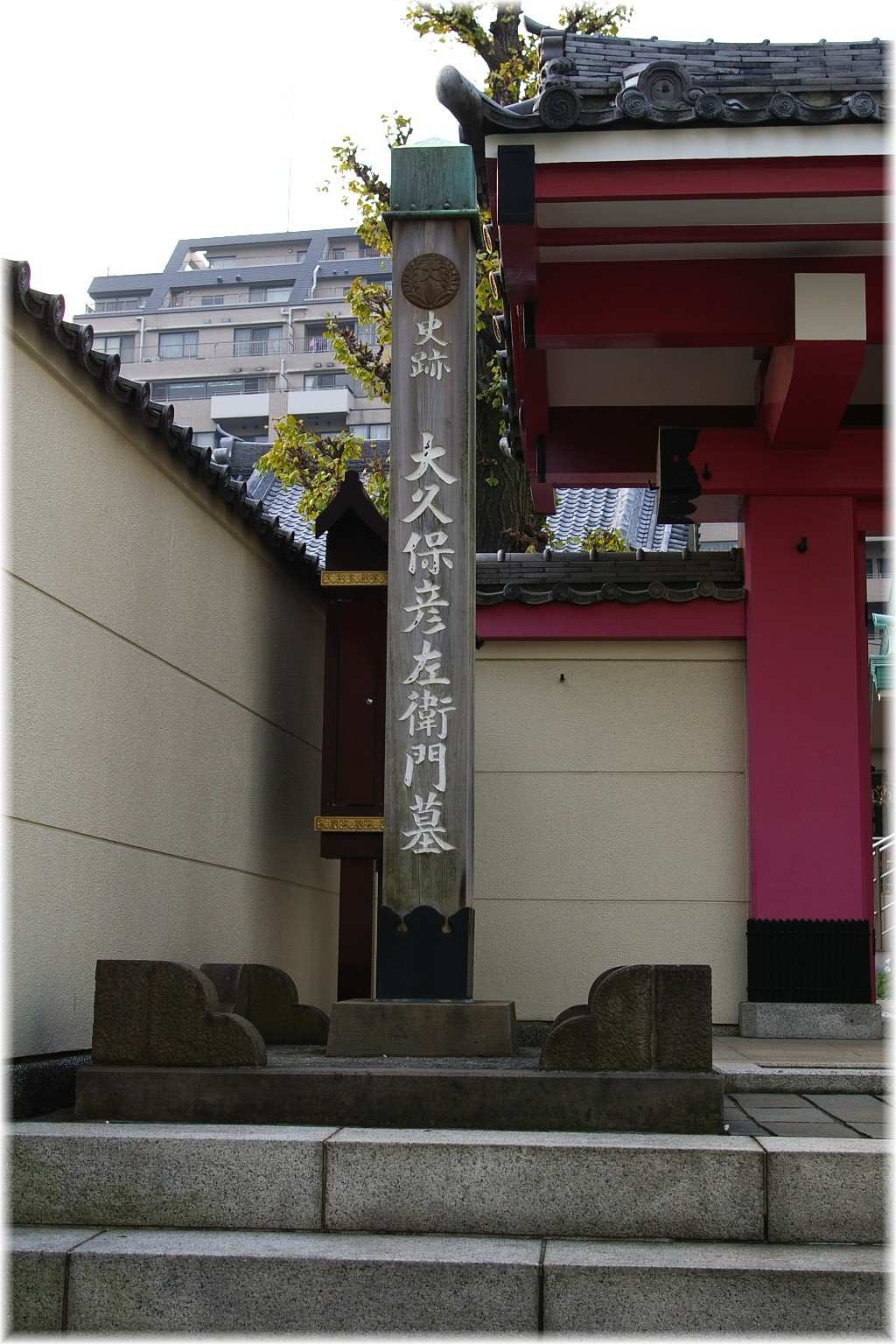
「大久保忠教墓」の史跡記念碑
東京白金智光山立行寺

永禄3年（1560年）、徳川氏の家臣・大久保忠員の八男として三河国上和田（愛知県岡崎市上和田町）にて誕生。母は、側室・小坂氏。幼名は平助。忠世、忠佐、忠長は異母兄。
三河国の戦国大名・徳川家康に仕え、天正4年（1576年）、兄・忠世と共に遠江侵攻に参加。犬居城での合戦が初陣という。以後、兄たちの旗下で各地を転戦し、天正13年（1585年）の第一次上田城の戦いでは全軍が真田昌幸の采配に翻弄された。また、兄・忠世は家康の命令で真田氏の隣国で幼くして家督を継いでいた依田康国の監視を務めていたが、天正13年11月に石川数正出奔を受けて浜松城にいた忠世の代理として忠教が康国の小諸城に入り監視を続けている。
天正18年（1590年）、小田原征伐の後、主君・家康が江戸に移封され、兄・忠世およびその子で甥・忠隣が相模国小田原城主に任じられると3000石を与えられる。慶長5年（1600年）、関ヶ原の戦いでは徳川秀忠に従軍し第二次上田合戦にて再び翻弄された。
戦後、次兄の忠佐は駿河国沼津城主となって2万石を領していたが、忠佐の嫡子・忠兼が早世したため、弟の忠教を養子として迎えて跡を継がせようとしていた。これに対し忠教は「自分の勲功はない」と申し出を固辞したため、忠佐の死後沼津藩は無嗣改易とされた。
続けて本家の忠隣が江戸幕府内の政争に敗れ失脚、改易となると、それに連座して忠教も改易された。しかし家康直臣の旗本として召し出され、三河国額田（愛知県額田郡幸田町坂崎）に1000石を拝領し坂崎陣屋（大久保陣屋）を構えて復帰した。
慶長19年（1614年）、大坂の陣にも槍奉行として従軍。家康死後、2代将軍・徳川秀忠の上洛に従い、3代将軍・徳川家光の代になって旗奉行となった。寛永元年（1624年）、三河国額田郡内で1000石を加増されている。寛永12年（1635年）ごろから徳川家と大久保家の顕彰の為、常陸国鹿嶋（茨城県鹿嶋市）に300石ほどの地を移し『三河物語』の執筆を進めたとされる。
死の間際に家光と幕閣より5000石の加増を打診されたが、幕府創立の功臣である大久保家への数々の冷遇を忘れることはなく「不要」と固辞したと伝えられている。
寛永16年（1639年）、死去。享年80。法名は了真院殿日清。墓所は海雲山弘誓院長福寺（現・愛知県岡崎市竜泉寺町）。京都市上京区上之辺町の光了山本禅寺および東京都港区白金の智光山立行寺（忠教によって建立されたため、通称を「大久保寺」という）。東京白金台にある八芳園は大久保忠教の屋敷の跡地である。

## 人物
若年の頃より書を読み、慶長14年（1609年）、50歳のときには、『源氏画巻物』12巻を書写した。

## 講談・講釈の中の忠教

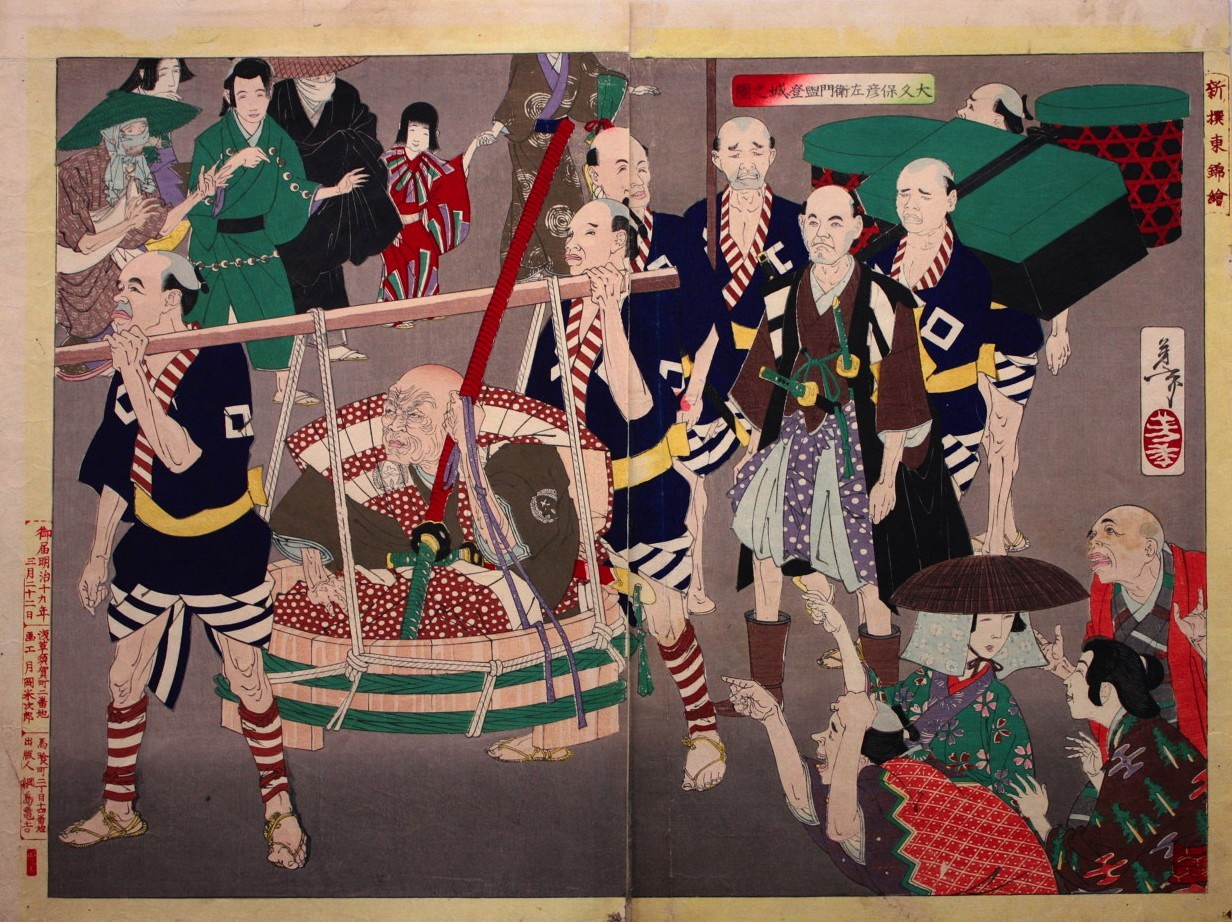
たらいに乗って登城する大久保彦左衛門（月岡芳年画）

- 俗に「天下のご意見番」として名高い忠教であるが、旗本以下の輿が禁止された際に「大だらい」に乗って登城し、将軍・家光にことあるごとに諫言したなどの逸話は後世の講談や講釈の中での創作である。これは徳川専制の世に当時の体制に不満を持っていた武功派の武士たちに支持され、いわばヒーローとして祭り上げられた結果ともいえる。
- 忠教自身、自分の出世を顧みず常に多くの浪人たちを養ってその就職活動に奔走していたといわれており、様々な人々から義侠の士と慕われていたのは事実ではあるらしい。
- いわゆる講談や講釈で知られるようになった「大久保彦左衛門と一心太助の物語」は鶴屋南北の弟子・河竹黙阿弥が書いた歌舞伎芝居に脚色してからである。
- なお、鳶ヶ巣砦の攻撃を忠教の初陣としているのも講談での脚色の可能性が高い。

## 登場作品
大久保彦左衛門を題材とした作品
- 映画
  - 『彦佐と太助 俺は天下の御意見番』（東映、1955年、演:月形龍之介）
  - 『彦佐と太助 殴り込み吉田御殿』（東映、1955年、演：月形龍之介）
  - 『天下の御意見番』（東映、1962年、演：月形龍之介）

- テレビドラマ
  - 『彦左と一心太助』（TBS、1969年 - 1970年、演：進藤英太郎）
  - 『大久保彦左衛門』（関西テレビ、1973年、演：進藤英太郎）
  - 『天下御免の頑固おやじ　大久保彦左衛門』（TBS、1982年、演：森繁久彌）
  - 『江戸の大騒動－太助・家光・彦左－』（CX、1982年、演：東野英治郎）
  - 『遊の人・天下の御意見番大久保彦左衛門』（TBS、1991年、演：森繁久彌）

- 小説
  - 『彦左衛門外記』（山本周五郎著、1960年、新潮社）
  - 『廃物』（松本清張著、角川文庫）
  - 『大久保彦左衛門 不遇の時こそ』（津本陽著、2004年、光文社）

- 漫画
  - 『三河物語』（マンガ日本の古典23）（安彦良和著、1995年、中央公論社）

その他の作品
- 映画
  - 『一心太助シリーズ』（東映、1958年 - 1963年、演：月形龍之介[第1〜3、5作]、進藤英太郎[第4作]）
  - 『一心太助 江戸っ子祭り』（東映、1967年、演：加東大介）

- テレビドラマ
  - 『春の坂道』　(NHK、1971年、演:  清水元)
  - 『家光が行く』（NTV、1972年、演：ハナ肇）
  - 『江戸を斬る 梓右近隠密帳』（TBS、1973年 - 1974年、演：片岡千恵蔵）
  - 『徳川三国志』（NETテレビ、1975年、演：辰巳柳太郎）
  - 『柳生一族の陰謀』　第9話「旗本の首領」（KTV / 東映、1978年、演: 金子信雄)
  - 『長七郎天下ご免!』（テレビ朝日、1979年、演：伴淳三郎）
  - 『徳川家康』（TBS大型時代劇スペシャル、1988年、演：渡辺篤史）
  - 『荒木又右衛門　決戦・鍵屋の辻』　(NHK、1990年、演: 西村晃)
  - 『将軍家光忍び旅』（テレビ朝日、1990～1993年、演：神山繁）
  - 『恋しとよ君恋しとよ』　(NHK、1991年、演: 若山富三郎)
  - 『家光謀殺』（ANB、1995年、演：金田龍之介）
  - 『ホリデイ〜江戸の休日〜』（テレビ東京、2023年、演：里見浩太朗）